# Strophiona nitens
Strophiona nitens là một loài bọ cánh cứng trong họ Cerambycidae.